# 尤利烏斯·拉布
尤利烏斯·拉布（Julius Raab，1891年11月29日—1964年11月8日），奥地利保守派政治家，奥地利人民党成员，1953年至1961年担任奥地利总理，任内于1955年签署《奥地利国家条约》，实现奥地利独立。